# 프라타마 아르한
프라타마 아르한 알리프 리파이(인도네시아어: Pratama Arhan Alif Rifai, 2003년 12월 21일 ~ )는 대한민국 K리그1의 수원 FC에서 레프트백으로 활동하고 있는 인도네시아의 축구 선수로 현재 인도네시아 대표팀의 핵심 선수로도 활약하고 있으며 K리그 등록명은 아르한이다.

## 클럽 경력

### K리그진출 전
2020년 PSIS 스마랑에서 데뷔한 이후 2021-22 시즌 공식전 13경기 2골을 기록하며 2021년 멘포라컵 8강 진출에 일조했고 2021-22 시즌 이후 일본 J2리그의 도쿄 베르디로 이적하며 처음으로 해외 리그 진출에는 성공했으나 도쿄 베르디 입단 후 주전 경쟁에서 밀리면서 결국 2시즌동안 공식전 4경기 출전에 그쳤다.

### 수원 FC
2024년 1월 16일 수원 FC 입단을 확정지으면서 인도네시아 선수로는 처음으로 대한민국 K리그1 무대를 밟았고 K리그1과 K리그2를 통틀어서는 안산 그리너스와 전남 드래곤즈에서 뛰었던 아스나위 망쿠알람 이후 인도네시아 선수로는 2번째로 K리그 무대를 누비게 되었다.

## 국가대표팀 경력

### 인도네시아 U-23 대표팀
2020년 인도네시아 U-20 대표팀의 일원으로 8경기에 출전한 후 2021년부터 인도네시아 U-23 대표팀의 일원으로 10경기 2골을 기록했고 특히 2023년 동남아시아 경기 대회에 출전하여 1991년 대회 이후 32년만에 통산 3번째이자 U-23 대표팀의 사상 첫 SEA 게임 금메달 획득의 주역으로 활약했다.

### 인도네시아 A대표팀
2021년 5월 29일 2019년 AFC 아시안컵 16강 진출팀인 오만과의 친선 경기에서 인도네시아 A대표팀 소속으로 국제 A매치 데뷔전을 치르자마자 풀타임을 소화했고 같은 해 12월 19일 말레이시아와의 2020년 AFF 챔피언십 B조 조별리그 최종전에서는 A매치 데뷔골을 터뜨리는 등 이 대회 5경기 2골을 기록하며 인도네시아의 준우승을 이끌었다.
그리고 2022년 6월에 열린 2023년 AFC 아시안컵 3차 예선 A조 3경기에 모두 출전하며 인도네시아의 16년만의 아시안컵 통산 5번째 본선 진출을 이끌었고 같은 해 12월에 열린 2022년 AFF 챔피언십에도 참가하여 인도네시아의 2회 연속 AFF 챔피언십 4강 진출에 기여했다.
그 후 2023년 AFC 아시안컵 본선 엔트리에도 전격 합류하여 같은 동남아시아팀인 베트남과의 D조 조별리그 2차전에서 전직 K리거이자 팀의 주장인 아스나위 망쿠알람과 함께 인도네시아의 아시안컵 본선 통산 3번째 승리와 함께 사상 첫 메이저 대회 16강 진출의 성과를 합작했다.

## 대회 성적

### 국가대표팀
인도네시아
- 동남아시아 축구 선수권 대회 : 준우승 (2020), 4강 (2022)

 인도네시아 U-23
- 동남아시아 경기 대회 : 금메달 (2023)